# Леонов, Ефим Лаврентьевич
Ефим Лаврентьевич Леонов (род. 7 января 1927 года, Быструха, Сибирский край) — генерал-лейтенант ВС СССР (16 декабря 1982), начальник Дальневосточного высшего общевойскового командного училища в 1976—1984 годах, кандидат педагогических наук. Заместитель председателя Совета ветеранов вооружённых сил Самарской области, член Общественного совета при Самарской губернской Думе.

## Биография
Родился 9 января 1927 года в селе Быструха (Кочковский район, современная Новосибирская область). Отец — Лаврентий Захарович Леонов, переехал в Сибирь в начале XX века, получив землю для строительства дома и организации приусадебного хозяйства после Столыпинской реформы. Участник Первой мировой войны, телефонист Юго-Западного фронта; кавалер Георгиевского креста (летом 1916 года восстановил повреждённый кабель телефонной связи, невзирая на огонь австрийской артиллерии, за что был награждён Георгиевским крестом от генерала от кавалерии Алексея Брусилова). Был ранен на фронте, также участвовал в Великой Отечественной войне.
Ефим был четвёртым из восьми детей в семье. Он окончил семилетнюю школу, устроился работать в колхоз учётчиком полевой бригады на тяжёлой сельскохозяйственной технике. Осенью 1944 года призван в армию и направлен в запасной полк, где проходил курсы бронебойщика (рота противотанковых ружей) в течение трёх месяцев; обучение шло в поле. На фронт, однако, его призыв не попал, а обучение продлили в канун начала советско-японской войны, однако и в Маньчжурии Ефиму не довелось воевать. Весной 1945 года он был зачислен курсантом Кемеровского военно-пехотного училища, которое окончил в начале 1949 года и был назначен на Дальний Восток, командовал взводом 172-го запасного полка.
В 1949—1957 годах служил в Дальневосточном военном округе, командовал мотострелковым полком, позже был заместителем начальника штаба. В 1957 году переведён в Прибалтийский военный округ (Клайпеда). В 1957—1960 годах — слушатель Военной академии имени М. В. Фрунзе. В 1960—1969 годах служил в Северо-Кавказском военном округе, в 1968—1971 годах — заместитель командира 13-й мотострелковой дивизии (Сибирский военный округ). Командир 13-й мотострелковой дивизии в 1971—1974 годах, участник военных учений «Восток-72», в которых участвовали войска Сибирского, Забайкальского и Дальневосточного округов, а также Монгольская народно-революционная армия (учения были организованы в связи с неспокойной обстановкой на границе с КНР). Во время учений командовал маршем по Чуйскому тракту от Бийска до Улан-Батора, преодолев часть пустыни Гоби и более 20 высокогорных перевалов (почти 3 тысячи км): в ходе марша дивизия прибыла раньше срока, избежав потерь в людях и технике, хотя механики-водители боевых машин потеряли до 7 кг веса. По распоряжению министра обороны и маршала Советского Союза А. А. Гречко командир дивизии Леонов был представлен к награде (орден Красной Звезды).
В 1974—1978 годах занимал пост помощника командующего Забайкальского военного округа по боевой подготовке. С 5 мая 1976 по 11 апреля 1984 года — начальник Благовещенского высшего общевойскового командного училища (ныне Дальневосточное высшее общевойсковое командное училище). По воспоминаниям Леонова, на тот момент училища перестали готовить грамотных специалистов, а в учебном процессе были введены общеобразовательные дисциплины в ущерб военной подготовке. Ему пришлось столкнуться с сопротивлением преподавателей и командиров батальонов, однако училище вскоре вошло в ряд лучших военных учебных заведений страны. С 25 марта 1984 по 1988 годы — заместитель командующего Приволжским военным округом по вузам и вневойсковой подготовке.
В отставке с 1985 года. Автор книг «Служение Отечеству» и «Последний воинский призыв»; по состоянию на 2014 год работал над книгой «Брусиловский солдат». Кандидат педагогических наук, пришёл в Институт усовершенствования учителей в Самаре, преподавал на кафедре педагогики и психологии, позже был заместителем ректора по научной работе.
Супруга — З. И. Леонова.

## Награды
- орден Красной Звезды[7]
- орден «За службу Родине в Вооружённых Силах СССР» II и III степеней[7]
- 20 медалей СССР и России[7], в том числе[2]:
  - медаль «За боевые заслуги»
  - медаль «В ознаменование 100-летия со дня рождения Владимира Ильича Ленина»
  - медаль «За победу над Германией в Великой Отечественной войне 1941-1945 гг.»
  - юбилейная медаль «Двадцать лет Победы в Великой Отечественной войне 1941—1945 гг.»
  - юбилейная медаль «Тридцать лет Победы в Великой Отечественной войне 1941—1945 гг.»
  - юбилейная медаль «Сорок лет Победы в Великой Отечественной войне 1941—1945 гг.»
  - медаль «Ветеран Вооружённых Сил СССР»
  - юбилейная медаль «40 лет Вооружённых Сил СССР»
  - юбилейная медаль «50 лет Вооружённых Сил СССР»
  - юбилейная медаль «60 лет Вооружённых Сил СССР»
  - медаль «За безупречную службу» I, II и III степеней
- 5 иностранных наград:[7]
  - три награды Монгольской Народной Республики[7] (в том числе медали «50 лет Монгольской Народной Армии» и «50 лет Монгольской Народной Революции»)[2]
  - две награды Народной Республики Болгария[7] (в том числе Орден «9 сентября 1944 года» I степени)[2]
- почётный знак Губернатора Самарской области «За заслуги в развитии ветеранского движения»[7]